# Lonza-Hochhaus
Das Lonza-Hochhaus in Basel ist ein markantes, 68 Meter hohes, 19-stöckiges  Verwaltungsgebäude, das der Lonza Group gehört. Das Hochhaus gehört zum Inventar der schützenswerten Bauten und steht damit unter Kulturgüterschutz.

## Geschichte
Das Gebäude wurde in den Jahren 1960 bis 1962 von den beiden Architekten Hans Rudolf und Peter Suter aus dem Architektenbüro Suter & Suter gebaut. Bezogen wurde das Hochhaus am 29. Juli 1962. Zum Bezugszeitpunkt war es das höchste Gebäude der Stadt. In derselben Zeit entstanden Hochhäuser der Firmen F. Hoffmann-La Roche sowie das Geigy- und das Ciba-Hochhaus.
Am 10. Mai 1970 kam es am Abend infolge eines Isolationsdefektes in der Leitung einer Leuchtstoffröhre im 7. Obergeschoss zu einem Brandfall. Eine Plexiglasverschalung brannte in kurzer Zeit und griff auf die Aluminiumverkleidung über, die teilweise zum Brennen und teilweise zum Schmelzen gebracht wurde. Die Feuerwehr konnte den Brand innerhalb einer dreiviertel Stunde löschen. Es entstand ein Sachschaden von mehreren 100'000 Franken.
Im Jahr 1999 wurden umfassende Sanierungsarbeiten in mehreren Etappen vorgenommen. 2011 sorgte eine Entscheidung der Stadtkommission für Aufsehen, die das Gesuch der Anbringung von Solaranlagen an das Lonza-Hochhaus zunächst ablehnte. Dadurch würde das Gesamtkonzept der Gebäudegestaltung des denkmalgeschützten Gebäudes erheblich verunklärt, so die Begründung. Später wurde diese Entscheidung wieder aufgehoben.

## Beschreibung

### Lage
Das Hochhaus der Lonza befindet sich in einer parkähnlichen Umgebung unweit des Bahnhof Basel SBB. Das dreieckige Grundstück wird von der stark befahrenen Nauenstrasse, der Grosspeterstrasse und der Lindenhofstrasse eingerahmt. Nördlich davon befindet sich der Christoph Merian-Park und der Rosenfeldpark. Auf dem Grundstück befinden sich neben Mitarbeiter-Parkplätzen auch ein Tennisplatz. Die Längsseite des Hochhauses hat eine Nord-Süd-Ausrichtung und steht damit nahezu im rechten Winkel zur südlich vom Hochhaus verlaufenden Bahnlinie.

### Architektur und Bautechnik

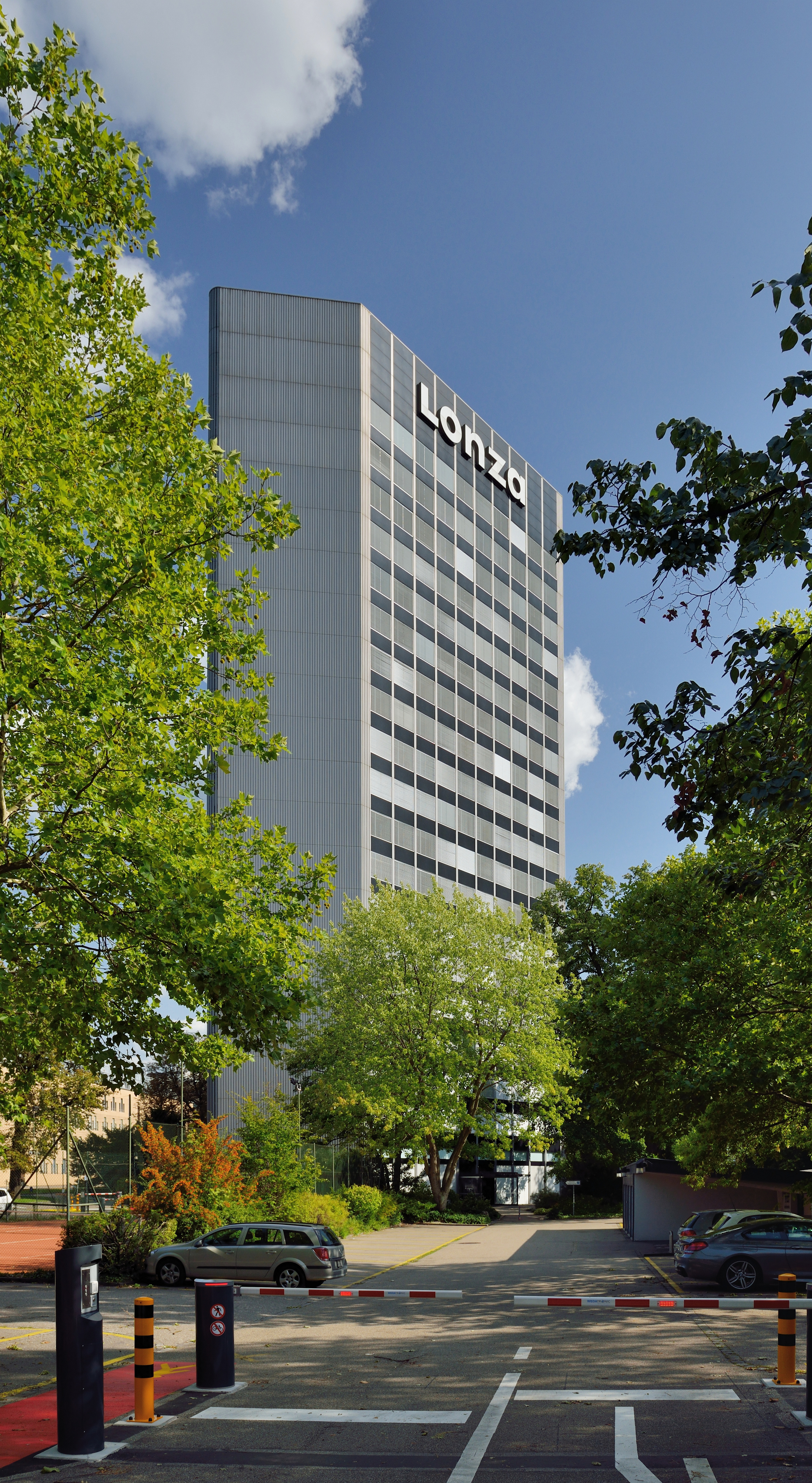
Lonza-Hochhaus von nördlicher Richtung

Das 68,4 Meter hohe Lonza-Hochhaus ist eine Betonkonstruktion mit vorgehängter Glasfassade und einer aus geripptem Aluminium bestehenden Aussenhaut aus Grinatal-Blechen. Hellgraue vertikale Gliederungselemente stehen etwas breiteren schwarzen Brüstungselementen entgegen. Die Fassade umfasst rund 7000 Quadratmeter. Der Grundriss des Hochhauses misst 45,3 auf 14,85 Meter. In den abgeschrägten, spitz zulaufenden Seitenteilen befinden sich die Treppenhäuser und weitere notwendige infrastrukturelle Elemente. Diese äusseren Gestaltungselemente brachten dem Hochhaus den Namen Rasierapparat ein. Neben den 19 Obergeschossen verfügt das Hochhaus über drei unterirdische Geschosse.
Zu einem gewissen Mass wurde auch die Beanspruchung durch Erdbeben berücksichtigt. Die Beanspruchung beträgt rund 150 % des maximalen Windangriffs. Das Haus hält gesamthaft einen Winddruck von 400 Tonnen stand und weist eine grösste Ausbiegung unter Wind von 1,9 Zentimetern auf.
Die betont nüchterne, aber feingliedrige Fassade wird auch heute noch als zeitlose Qualität dieser Architektur bewertet und gern mit dem Pirelli-Hochhaus in Mailand verglichen.